# Real Club Recreativo de Tenis de Huelva
El Real Club Recreativo de Huelva es un club de tenis español, de la ciudad de Huelva, en Andalucía. Fundado, al igual que el club de fútbol en 1889, es el Decano de los clubes de tenis españoles. Anualmente, organiza la Copa del Rey de Tenis, el torneo más antiguo de España, cuya primera edición fue en el año 1912, pasando por la pista onubense desde entonces algunas de las raquetas más famosas del mundo. En febrero de 2022 se le otorgó la Medalla de Andalucía